# Uperoleia tyleri
Uperoleia tyleri és una espècie de granota de la família del miobatràquids. Aquest endemisme australià es troba des del centre-est de Nova Gal·les del Sud fins a la frontera amb Victòria i a la costa East Gippsland, al mateix estat. Tot i això la distribució és incerta, ja que és una espècie rara.
Viu en boscos secs, matollars i prats en àrees obertes i pertorbades. Se sol trobar prop de l'aigua, incloent depressions seques que s'inunden amb les pluges. Els mascles canten durant la primavera i l'estiu des del terra o des de la fullaraca a les vores de masses d'aigua. Els ous són petits i les larves aquàtiques.